# Saint-Saturnin (Cantal)
Saint-Saturnin é uma comuna francesa na região administrativa de Auvérnia-Ródano-Alpes, no departamento de Cantal. Estende-se por uma área de 40 km². Em 2010 a comuna tinha 208 habitantes (densidade: 5,2 hab./km²).